# Team Heizomat/Saison 2013
Dieser Artikel listet Erfolge und Fahrer des Radsportteams Heizomat in der Saison 2013 auf.

## Zugänge – Abgänge
| Zugänge           | Team 2012       | Abgänge             | Team 2013               |
| ----------------- | --------------- | ------------------- | ----------------------- |
| Alexander Grad    | MLP Racing Team | Alexander Krieger   | rad-net Rose Team       |
| Yannik Achterberg | Neoprofi        | Christopher Muche   | rad-net Rose Team       |
| Jan-Niklas Droste | Neoprofi        | Fabian Bruno        | Team Bergstraße-Jenatec |
| Max Merk          | Neoprofi        | Marius Jessenberger | Team Bergstraße-Jenatec |
| Dario Rapps       | Neoprofi        | André Benoit        | Team Quantec-Indeland   |
| Fabian Schormair  | Neoprofi        | Christian Mager     | Team Stölting           |
| Jan Wälzlein      | Neoprofi        | Jannick Geisler     | Unbekannt               |
| Johannes Weber    | Neoprofi        | Andreas Hartmann    | Unbekannt               |

## Mannschaft
| Name                | Geburtstag        | Nationalität |
| ------------------- | ----------------- | ------------ |
| Yannik Achterberg   | 26. Januar 1994   | Deutschland  |
| Jan-Niklas Droste   | 24. Juli 1990     | Deutschland  |
| Raphael Freienstein | 8. April 1991     | Deutschland  |
| Alexander Grad      | 3. Februar 1990   | Deutschland  |
| Max Merk            | 27. Februar 1993  | Deutschland  |
| Dario Rapps         | 2. Juli 1994      | Deutschland  |
| Fabian Schormair    | 23. Oktober 1994  | Deutschland  |
| Manuel Straub       | 9. März 1993      | Deutschland  |
| Jan Wälzlein        | 27. November 1993 | Deutschland  |
| Johannes Weber      | 30. Juli 1994     | Deutschland  |